# Mirinda

Logo Mirindy

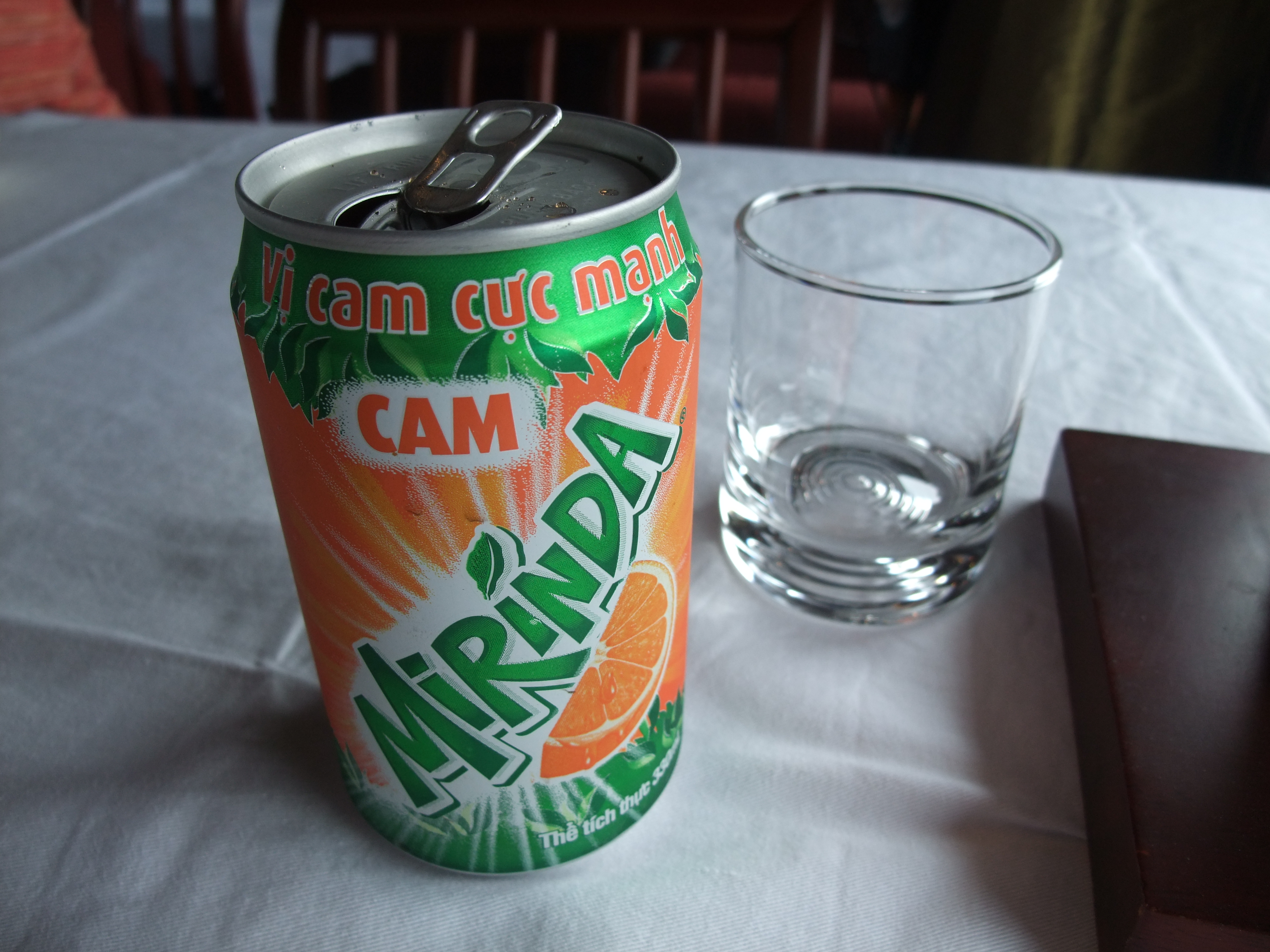
Puszka Mirindy

Mirinda – gazowany napój produkowany przez koncern PepsiCo o smaku pomarańczowym, arbuzowym, mandarynkowym, czerwonej pomarańczy, a kiedyś również ananasowym, którego produkcja rozpoczęła się w Hiszpanii. Nazwa napoju pochodzi z języka esperanto, w którym oznacza „przedziwny, godzien podziwu, cudowny”.
Głównym rywalem Mirindy na rynku jest Fanta, produkowana przez The Coca-Cola Company.